# Hernán Casanova
Hernán Casanova (* 6. Februar 1994 in Buenos Aires) ist ein argentinischer Tennisspieler.

## Karriere
Casanova spielte bis 2011 auf der ITF Junior Tour. Dort konnte er mit Rang 316 seine höchste Notierung in der Jugend-Rangliste erreichen. Bei den größeren Turnieren trat er nicht in Erscheinung.
Bei den Profis spielte Casanova ab der zweiten Hälfte von 2011, zunächst hauptsächlich auf der ITF Future Tour. 2012 erreichte er bei Futures im Einzel und Doppel jeweils ein Finale und erreichte im Einzel mit Platz 703 sein zwischenzeitliches Karrierehoch in der Tennisweltrangliste. Nach einem schwächeren Jahr 2013, war das Jahr 2014 wieder so erfolgreich wie 2012 und im Doppel gewann er auch seinen ersten Future-Titel. 2015 verbesserte er sich deutlich, indem er vier Future-Finals erreichte und davon drei gewann, im Doppel kamen zwei weitere Titel dazu. Das Jahr schloss er auf Platz 369 im Einzel ab. 2016 siegte Casanova bei zwei Futures im Einzel und nahm erstmals vereinzelt an Turnieren der ATP Challenger Tour teil, die höher dotiert ist.
2017 wurde sein bis dato erfolgreichstes Jahr. Fünf Titel im Einzel und drei Titel im Doppel standen auf der Future-Ebene zu Buche, wodurch er in der Einzel-Rangliste Platz 315 einnahm, im Doppel stand er ebenfalls erstmals in den Top 500. In Campinas gewann er außerdem das erste Mal ein Match auf der Challenger-Ebene. Die nächsten Jahre verliefen ähnlich. Auf der Future-Ebene gelangen Casanova bis Ende 2021 im Einzel 19 Titel, im Doppel weitere 15. Ihm gelang es aber nicht, sich bei Challengers durchzusetzen, und er kam bei diesen Turnieren nie über die zweite Runde hinaus. Erste Ausnahme davon war der Achtelfinaleinzug in Punta del Este. Zweimal – in Brasília und Buenos Aires – zog er 2021 in ein Viertelfinale ein. Sein Karrierehoch im Einzel gelang ihm im Mai 2018 mit Rang 255. Deutlich besser lief das Jahr 2021 im Doppel auf der Challenger Tour, als er dreimal erst im Halbfinale verlor und in Iași und Buenos Aires das Endspiel erreichte. Im März 2022 stieg er somit auf seine höchste Notierung von Platz 239. Kurz zuvor war er als Alternate zu seinem Debüt auf der ATP Tour in Buenos Aires gekommen. An der Seite des Peruaners Sergio Galdós ging ihr Erstrundenmatch verloren.
2016 spielte Casanova in der 2. Tennis-Bundesliga für den TC Iserlohn. 2017 und 2018 war er jeweils für den BASF TC Ludwigshafen im Einsatz.

## Erfolge
| Legende (Anzahl der Siege) |
| Grand Slam                 |
| ATP Finals                 |
| ATP Tour Masters 1000      |
| ATP Tour 500               |
| ATP Tour 250               |
| ATP Challenger Tour (3)    |

### Doppel

#### Turniersiege
| Nr. | Datum              | Turnier             | Belag | Partner                    | Finalgegner                   | Ergebnis |
| --- | ------------------ | ------------------- | ----- | -------------------------- | ----------------------------- | -------- |
| 1.  | 21. Mai 2022       | Francavilla al Mare | Sand  | Dan Added                  | Davide Pozzi Augusto Virgili  | 6:3, 7:5 |
| 2.  | 24. September 2022 | Villa María         | Sand  | Santiago Rodríguez Taverna | Facundo Juárez Ignacio Monzón | 6:4, 6:3 |
| 3.  | 22. Oktober 2022   | Coquimbo            | Sand  | Franco Agamenone           | Karol Drzewiecki Jakub Paul   | 6:3, 6:4 |